# Bromus arizonicus
Bromus arizonicus là một loài thực vật có hoa trong họ Hòa thảo. Loài này được (Shear) Stebbins mô tả khoa học đầu tiên năm 1944.